# Parc national de Mũi Cà Mau
Le parc national de Mũi Cà Mau (en vietnamien : Vườn quốc gia Mũi Cà Mau) est un parc national au sud du Viêt Nam. Il est situé au cap Cà Mau (Mũi Cà Mau en vietnamien), l'un des points géographiques les plus méridionaux du pays, qui se trouve sur le territoire de la commune de Đất Mũi, arrondissement de Ngọc Hiển, province de Cà Mau.

## Histoire
Le parc fut établi par décision 142/2003/QĐ-TTg du premier ministre du Viêtnam le 14 juillet 2003 sur la base de la zone de conservation de Đất Mũi, une zone fondée par décision 194/CT le 9 août 1986. 
En 2009, l'UNESCO a inclus ce parc dans sa liste de réserve de biosphère.
En 2013, le parc est déclaré site Ramsar pour l'importance de ses zones humides.

## Géographie
La superficie totale du lac est de  41 862 ha, incluant un secteur intérieur de 15 262 ha.
La région de côte est de 26 600 ha.